# Вирей
Вирей (рос. Вырей) — річка в Росії й Україні у Стародубському й Семенівському районі Брянської й Чернігівської областей. Права притока річки Ревни (басейн Дніпра).

## Опис
Довжина річки приблизно 6,09 км, площа басейну водозбору 42,0 км, найкоротша відстань між витоком і гирлом — 8,07 км, коефіцієнт звивистості річки — 1,12. Формується декількома безіменними струмками та загатами. На деяких ділянках річка пересихає.

## Розташування
Бере початок на південній околиці села Курковичі. Тече переважно на південний захід через село Грем'ячку і впадає в річку Ревну, ліву притоку річки Снов.

## Цікаві факти
- Біля села Галаганівка річку перетинає автошлях Т 2533[3] (автомобільний шлях територіального значення у Чернігівській області. Пролягає територією Семенівського та Новгород-Сіверського районів через Семенівку — Костобобрів — Чайкине до перетину з Н27. Загальна довжина — 59,6 км.).
- Гирло річки розташоване у заболоченій місцевості[1].